# Mar cruzado

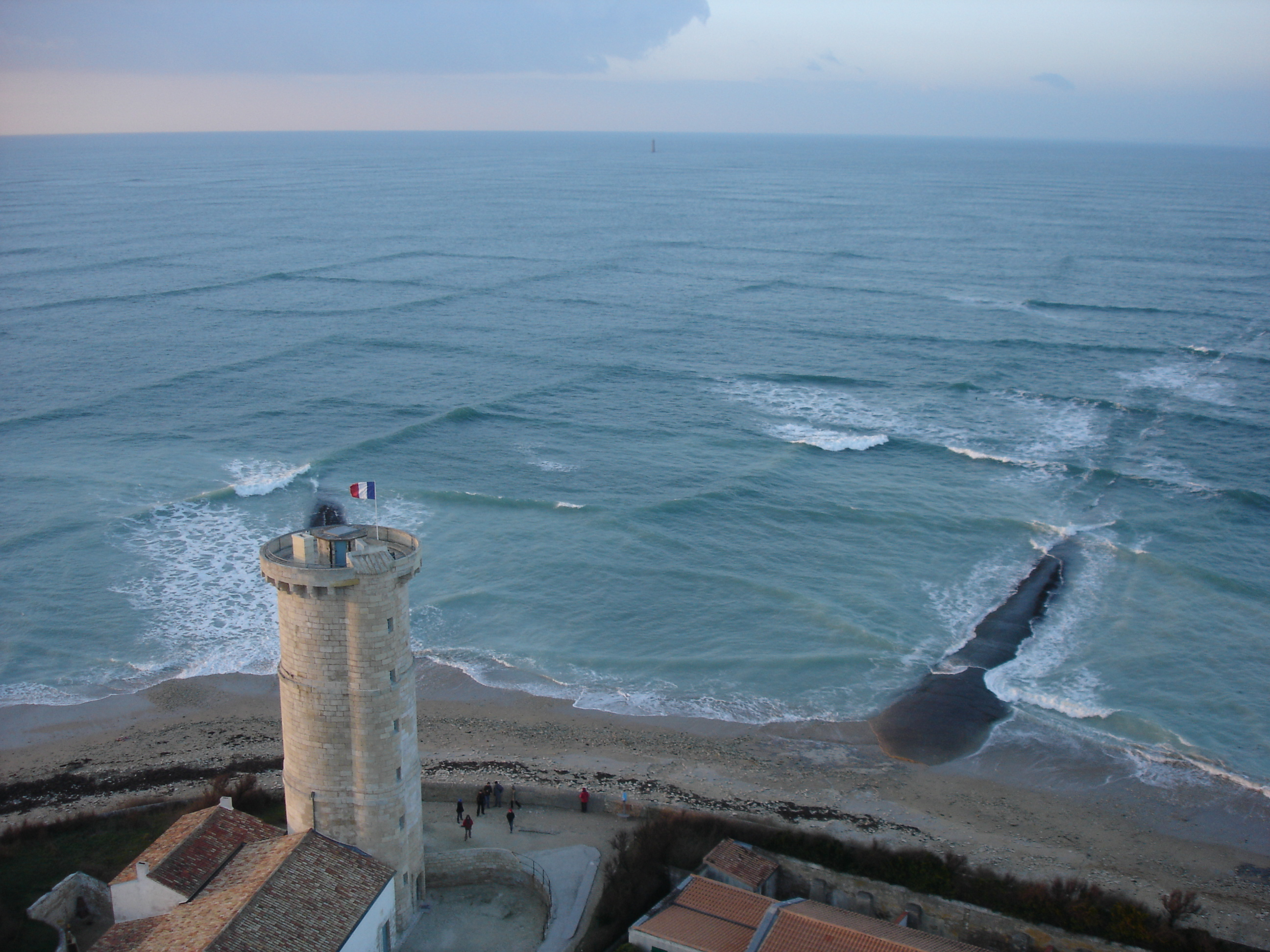
Mar cruzado en la Isla de Ré.

En la navegación de superficie, se conoce como mar cruzado, mar a dos bandas o cruz del mar, al estado del mar en el cual dos sistemas de olas viajan en ángulos oblicuos. Esta situación puede ocurrir cuando las olas producidas en un punto lejano (mar de fondo), por el viento o una depresión, continúan viajando a pesar de los cambios de viento que encuentran en su trayectoria. Las olas generadas por un sistema de viento nuevo o local se cruzan con las antiguas o lejanas, lo que crea un patrón cambiante y peligroso. El fenómeno continúa hasta que las olas antiguas se disipan. 